# Neuseeländische Badmintonmeisterschaft
Bei Neuseeländischen Meisterschaften im Badminton werden die Titelträger des Landes in fünf Einzeldisziplinen und im Mannschaftswettbewerb ermittelt. Durch die kolonial bedingte Nähe zum Vereinigten Königreich, dem Mutterland des Badmintonsports, finden die Einzeltitelkämpfe bereits seit 1927 statt. Von 1940 bis 1946 pausierten die Meisterschaften. Teilweise waren die Meisterschaften offen – das heißt, es konnten auch ausländische Spieler bei den Meisterschaften starten. Mittlerweile werden sie explizit als „Closed Championships“ tituliert und es werden mit den New Zealand Open ebenfalls internationale Meisterschaften ausgetragen. Für Mannschaften wird der Wisden Cup ausgetragen. In den 1960er und 1970er Jahren gewann Alison Glenie als Rekordtitelhalterin fünf Trophäen im Dameneinzel und jeweils neun im Doppel und im Mixed.

## Die Titelträger
| Saison    | Herreneinzel         | Dameneinzel       | Herrendoppel                        | Damendoppel                      | Mixed                                  |
| --------- | -------------------- | ----------------- | ----------------------------------- | -------------------------------- | -------------------------------------- |
| 1927      | Ralph Creed Meredith | E. Hetley         | Ralph Creed Meredith M. H. Fell     | E. Hetley N. Wanklyn             | Ralph Creed Meredith E. Hetley         |
| 1928      | T. Kelly             | E. Hetley         | Ralph Creed Meredith L. H. Wilson   | E. Hetley F. N. Harvey           | E. Dart Mrs. Dart                      |
| 1929      | J. R. Southon        | A. Ellett         | T. Kelly J. G. McLean               | E. Hetley F. N. Harvey           | T. Kelly A. Ellett                     |
| 1930      | E. J. Rishworth      | J. E. Ramsay      | D. W. Earle W. E. Fossette          | B. Solomon A. Ellett             | E. J. Rishworth J. E. Ramsay           |
| 1931      | G. Martin            | J. E. Ramsay      | G. Martin E. J. Rishworth           | J. E. Ramsay C. Phillips         | E. J. Rishworth J. E. Ramsay           |
| 1932      | G. Martin            | J. E. Ramsay      | J. R. Southon E. W. Griffiths       | Phyllis Wren T. D. Newton        | J. R. Southon A. Ellett                |
| 1933      | Y. Ellett            | J. E. Ramsay      | A. E. Sandrai N. R. C. Wilson       | Phyllis Wren A. Ellett           | I. Ellett A. Ellett                    |
| 1934      | H. H. Fow            | A. Ellett         | H. H. Fow R. T. Fear                | Phyllis Wren A. Ellett           | R. F. Hull Phyllis Wren                |
| 1935      | J. W. Neale          | Phyllis Wren      | J. W. Neale R. F. Hull              | J. E. Ramsay Mary Wade           | H. D. Reid J. E. Ramsay                |
| 1936      | Phil Hawksworth      | Muriel Edmondson  | Phil Hawksworth G. A. Pearce        | J. E. Ramsay Mary Wade           | Phil Hawksworth Nancy Fleming          |
| 1937      | Phil Hawksworth      | Mavis Kerr        | Phil Hawksworth G. A. Pearce        | Margaret Hawksworth Mavis Kerr   | Phil Hawksworth Margaret Hawksworth    |
| 1938      | Phil Hawksworth      | Nancy Fleming     | Phil Hawksworth G. A. Pearce        | Margaret Hawksworth Mavis Kerr   | Phil Hawksworth Margaret Hawksworth    |
| 1939      | Ron H. Lewis         | Mavis Kerr        | Phil Hawksworth G. A. Pearce        | Margaret Hawksworth Mavis Kerr   | Phil Hawksworth Margaret Hawksworth    |
| 1940 1946 | nicht ausgetragen    | nicht ausgetragen | nicht ausgetragen                   | nicht ausgetragen                | nicht ausgetragen                      |
| 1947      | Ron H. Lewis         | Mavis Kerr        | P. Anderson B. Whale                | Margaret Hawksworth Mavis Kerr   | Phil Hawksworth Margaret Hawksworth    |
| 1948      | Jeffrey Robson       | Mavis Kerr        | Jeffrey Robson A. Lawrence Scott    | Margaret Hawksworth Mavis Kerr   | G. A. Pearce Mavis Kerr                |
| 1949      | Jeffrey Robson       | Mavis Kerr        | Jeffrey Robson A. Lawrence Scott    | Margaret Hawksworth Mavis Kerr   | Jeffrey Robson Mavis Kerr              |
| 1950      | Phil Hawksworth      | Mavis Potts       | Paul Skelt L. Rankin                | Heather Redwood Val Johnson      | Phil Hawksworth Mavis Potts            |
| 1951      | Jeffrey Robson       | Heather Redwood   | Jeffrey Robson A. Lawrence Scott    | Heather Redwood Val Johnson      | R. G. Pattinson Val Johnson            |
| 1952      | Jeffrey Robson       | Heather Redwood   | Jeffrey Robson A. Lawrence Scott    | Heather Redwood Val Gow          | Paul Skelt Rae B. Emslie               |
| 1953      | Jeffrey Robson       | Sonia Cox         | Jeffrey Robson A. Lawrence Scott    | Nancy Fleming Sonia Cox          | Jeffrey Robson Heather Robson          |
| 1954      | A. Lawrence Scott    | Sonia Cox         | Paul Skelt Anthony Skelt            | A. McKenzie Elizabeth M. Meyer   | Anthony Skelt A. McKenzie              |
| 1955      | Jeffrey Robson       | Sonia Cox         | Jeffrey Robson A. Lawrence Scott    | Heather Robson Sonia Cox         | Jeffrey Robson Heather Robson          |
| 1956      | A. Lawrence Scott    | Sonia Cox         | Paul Skelt Anthony Skelt            | Nancy Fleming Sonia Cox          | Paul Skelt Sonia Cox                   |
| 1957      | Alban M. Stephens    | Sonia Cox         | Alban M. Stephens Clive L. Sheerin  | Nancy Fleming Sonia Cox          | Neale R. Thompson Sonia Cox            |
| 1958      | Jeffrey Robson       | A. McKenzie       | Lin Ah Shin S. Young                | Alice Butterworth Val Gow        | Neale R. Thompson S. J. Miller         |
| 1959      | Jeffrey Robson       | Heather Robson    | Paul Skelt Anthony Skelt            | Alice Butterworth Val Gow        | Neale R. Thompson Sonia Cox            |
| 1960      | Jeffrey Robson       | Sonia Cox         | Alban M. Stephens Neale R. Thompson | Sonia Cox Elizabeth M. Meyer     | Jeffrey Robson Val Gow                 |
| 1961      | Don Higgins          | Heather Robson    | Jeffrey Robson M. Cooke             | Margaret Moorhead Gilda Tompkins | Jeffrey Robson Heather Robson          |
| 1962      | Richard Purser       | Heather Robson    | Grenville Hinton Lee Tuck Chew      | Heather Robson Val Gow           | Richard Purser Margaret Moorhead       |
| 1963      | Yew Cheng Hoe        | Heather Robson    | Teh Kew San George Yap              | Heather Robson Val Gow           | William Kerr Jane Byram                |
| 1964      | Richard Purser       | Heather Robson    | Richard Purser Owen Clegg           | Heather Robson Val Gow           | Richard Purser Alison Glenie           |
| 1965      | Don Higgins          | Gaynor Simpson    | Grenville Hinton Wong Tat Meng      | Heather Robson Val Gow           | Don Higgins Gaynor Simpson             |
| 1966      | Masao Akiyama        | Val Gow           | Masao Akiyama Ippei Kojima          | Heather Robson Val Gow           | Richard Purser Alison Glenie           |
| 1967      | Richard Purser       | Alison Glenie     | Richard Purser Owen Clegg           | Alison Glenie Gaynor Weatherley  | Richard Purser Alison Glenie           |
| 1968      | Richard Purser       | Minarni           | John Compton Michael H. Stossel     | Retno Koestijah Minarni          | Richard Purser Val Gow                 |
| 1969      | Richard Purser       | Robin Glenie      | Richard Purser Bryan Purser         | Gilda Tompkins Gaynor Weatherley | Richard Purser Val Gow                 |
| 1970      | Richard Purser       | Glenys Middelburg | Richard Purser Bryan Purser         | Alison Glenie Robin Glenie       | Richard Purser Val Gow                 |
| 1971      | Richard Purser       | Alison Branfield  | Warren Johns Michael H. Stossel     | Alison Glenie Robin Glenie       | Richard Purser Gilda Tompkins          |
| 1972      | Bryan Purser         | Robin Glenie      | Richard Purser Bryan Purser         | Alison Branfield Robin Glenie    | Bryan Purser Robin Glenie              |
| 1973      | Richard Purser       | Alison Branfield  | Richard Purser Bryan Purser         | Alison Branfield Robin Denton    | Richard Purser Alison Branfield        |
| 1974      | Richard Purser       | Robin Denton      | Richard Purser Bryan Purser         | Alison Branfield Robin Denton    | Bryan Purser Robin Denton              |
| 1975      | Ross Livingston      | Alison Branfield  | Richard Purser Bryan Purser         | Alison Branfield Lynn Ward       | Richard Purser Alison Branfield        |
| 1976      | Ross Livingston      | Robin Denton      | Richard Purser Bryan Purser         | Alison Branfield Robin Denton    | Richard Purser Alison Branfield        |
| 1977      | Ross Livingston      | Mary Livingston   | Ross Livingston Warren Johns        | Alison Branfield Robin Denton    | Richard Purser Mary Livingston         |
| 1978 1982 | keine Daten          | keine Daten       | keine Daten                         | keine Daten                      | keine Daten                            |
| 1983      | Graeme Robson        | Allison Sinton    | Graeme Robson Kerrin Harrison       | Karen Phillips Toni Whittaker    | Philip Horne Allison Sinton            |
| 1984      | Graeme Robson        | Linda Persson     | Stephen Lobb Jacob van Selm         | Karen Phillips Toni Whittaker    | Graeme Robson Toni Whittaker           |
| 1985 2008 | keine Daten          | keine Daten       | keine Daten                         | keine Daten                      | keine Daten                            |
| 2009      | Joe Wu               | Melissa Leviana   | Oliver Leydon-Davis Joe Wu          | Danielle Barry Doriana Rivera    | Joe Wu Danielle Barry                  |
| 2010      | Tjitte Weistra       | Amanda Brown      | Oliver Leydon-Davis Henry Tam       | Donna Haliday Danielle Barry     | Henry Tam Donna Haliday                |
| 2011      | Daniel Shirley       | Kylie Luo         | Kevin Dennerly-Minturn Henry Tam    | Kylie Luo Stephanie Cheng        | Kevin Dennerly-Minturn Stephanie Cheng |
| 2012      | Tjitte Weistra       | Lilian Shih       | Henry Tam Joe Wu                    | Kylie Luo Stephanie Cheng        | Henry Tam Kylie Luo                    |
| 2013      | Michael Fowke        | Anona Pak         | Henry Tam Delius Tang               | Angie Leung Jihyun Marr          | Chance Cheng Jihyun Marr               |
| 2014      | Luke Charlesworth    | Vicki Copeland    | Henry Tam Brent Miller              | Emma Chapple Danielle Tahuri     | Henry Tam Susannah Leydon-Davis        |
| 2015      | Oscar Guo            | Vicki Copeland    | Thomas Ellis Wayne Newman           | Michelle Chan Danielle Tahuri    | Kevin Dennerly-Minturn Danielle Tahuri |
| 2016      | Oscar Guo            | Sally Fu          | Tjitte Weistra Alastair Gatt        | Jinah Kim Anona Pak              | Maika Phillips Anona Pak               |
| 2017      | Abhinav Manota       | Sally Fu          | Oscar Guo Dacmen Vong               | Christine Zhang Anona Pak        | Abhinav Manota Justine Villegas        |
| 2018      | Abhinav Manota       | Sally Fu          | Maika Phillips Dylan Soedjasa       | Christine Zhang Anona Pak        | Maika Phillips Anona Pak               |
| 2019      | Abhinav Manota       | Shaunna Li        | Maika Phillips Dacmen Vong          | Erena Calder-Hawkins Anona Pak   | Maika Phillips Anona Pak               |
| 2020      | Abhinav Manota       | Shaunna Li        | Oliver Leydon-Davis Abhinav Manota  | Shaunna Li Anona Pak             | Oliver Leydon-Davis Anona Pak          |
| 2021      | Abhinav Manota       | Shaunna Li        | Oliver Leydon-Davis Abhinav Manota  | Roanne Apalisok Shaunna Li       | Edward Lau Shaunna Li                  |
| 2022      | Edward Lau           | Shaunna Li        | Adam Jeffrey Dylan Soedjasa         | Sally Fu Camellia Zhou           | Oliver Leydon-Davis Anona Pak          |
| 2023      | Edward Lau           | Shaunna Li        | Ryan Tong Jack Wang                 | Shaunna Li Alyssa Tagle          | Edward Lau Shaunna Li                  |
| 2024      | Edward Lau           | Shaunna Li        | Vincent Tao Dacmen Vong             | Shaunna Li Alyssa Tagle          | Edward Lau Shaunna Li                  |